# Попис становништва Краљевине Србије 1890.
Године 1890. 31. децембра извршен је у Краљевини Србији попис становништва.

## Попис становништва 1890.

### Становништво по језику
- Срби - 1.955.944
- Арнаути - 1.805
- Бугари - 1.359
- Грци - 1.611
- Енглези - 34
- Јевреји - 4.510
- Јермени - 49
- Маџари - 2.126
- Немци - 6.878
- Пољаци - 282
- Румуни - 143.684
- Руси - 97
- Словаци - 224
- Словенци - 451
- Талијани - 824
- Турци - 1.124
- Французи - 95
- Хрвати - 610
- Цигани - 37.581
- Цинцари - 1.230
- Чеси - 1.438
- Непознати - 5
- Свега - 2.161.961

### Становништво по вери
- Православне - 2.127.744
- Католичке - 11.596
- Протестанске - 1.149
- Мојсијеве - 4.652
- Мухамеданске - 16.764
- Друге вере - 56
- Свега - 2.161.961

### Становништво по месту рођења
- Србија - 2.072.120
- Аустроугарска - 29.891
- Турска1 - 50.493
- Црна Гора - 7.307
- остале државе - 2.150
- Свега - 2.161.961

1 Са Босном и Херцеговином